# Прокол уздечки губы
Пирсинг уздечки губы — форма орального пирсинга, при котором прокалывается уздечка верхней или нижней губы. Прокол уздечки верхней губы так же иногда называют «смайл», так как пирсинг может быть виден, когда носящий его улыбается. Пирсинг уздечки нижней губы, напротив, иногда ассоциируют с хмуростью.
Этот вид пирсинга лёгок в установке и приживается за 6-9 недель. Стороннему взгляду наличие пирсинга будет заметно, только в случае ношения больших украшений.

## Украшения
В качестве украшения для пирсинга уздечки губы используются кольцо или штанга малого диаметра. Ношение украшений большого размера в этих видах проколов могут привести к повреждениям зубов и дёсен.